# Edmond Bacot
Pour les articles homonymes, voir Bacot.
Pour les autres membres de la famille, voir Famille Bacot.
Edmond Bacot (né à Caen le 25 juillet 1814, mort à Caen le 26 avril 1875) est un photographe français. C'est l'un des précurseurs de la photographie à Caen. Il est célèbre pour avoir photographié Victor Hugo en exil à Guernesey.

## Biographie
Petit-fils d'Alexandre Bacot, il naît à Caen le 25 juillet 1814 dans une famille de négociants protestants. Il suit d'abord une formation de peintre, puis rencontre Charles Nègre et Gustave Le Gray à l'école des beaux-arts de Paris. Il s'installe de nouveau à Caen en 1850 dont il prend les premières photographies. En décembre 1852, en fervent républicain, il rend visite à Victor Hugo en exil à Guernesey. L'année suivante, il initie le fils de celui-ci, Charles Hugo, à la photographie. Avec d'autres amis photographes, il participe en 1855 à la création de la Société des beaux-arts de Caen et à l'exposition artistique de Caen où une quarantaine de photographies sont présentées.
En 1862, il photographie Victor Hugo à Guernesey à la demande de ce dernier après avoir fait connaissance.
Il meurt à Caen le 26 avril 1875. Une cité universitaire porte son nom sur le campus 2 de l'université de Caen.

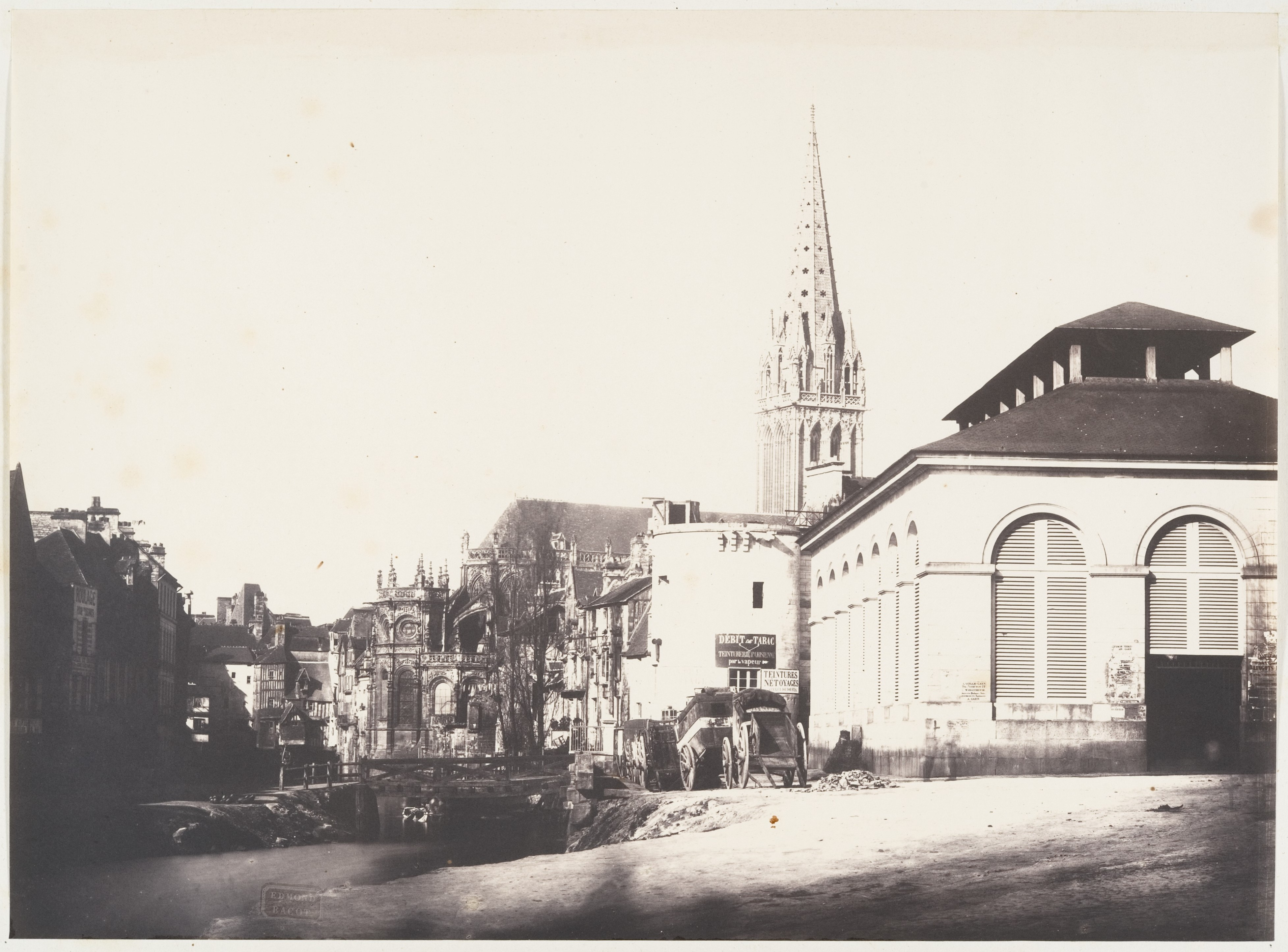
Quai du Petit-Odon devant la poissonnerie à Caen avant la couverture de la rivière en 1860.
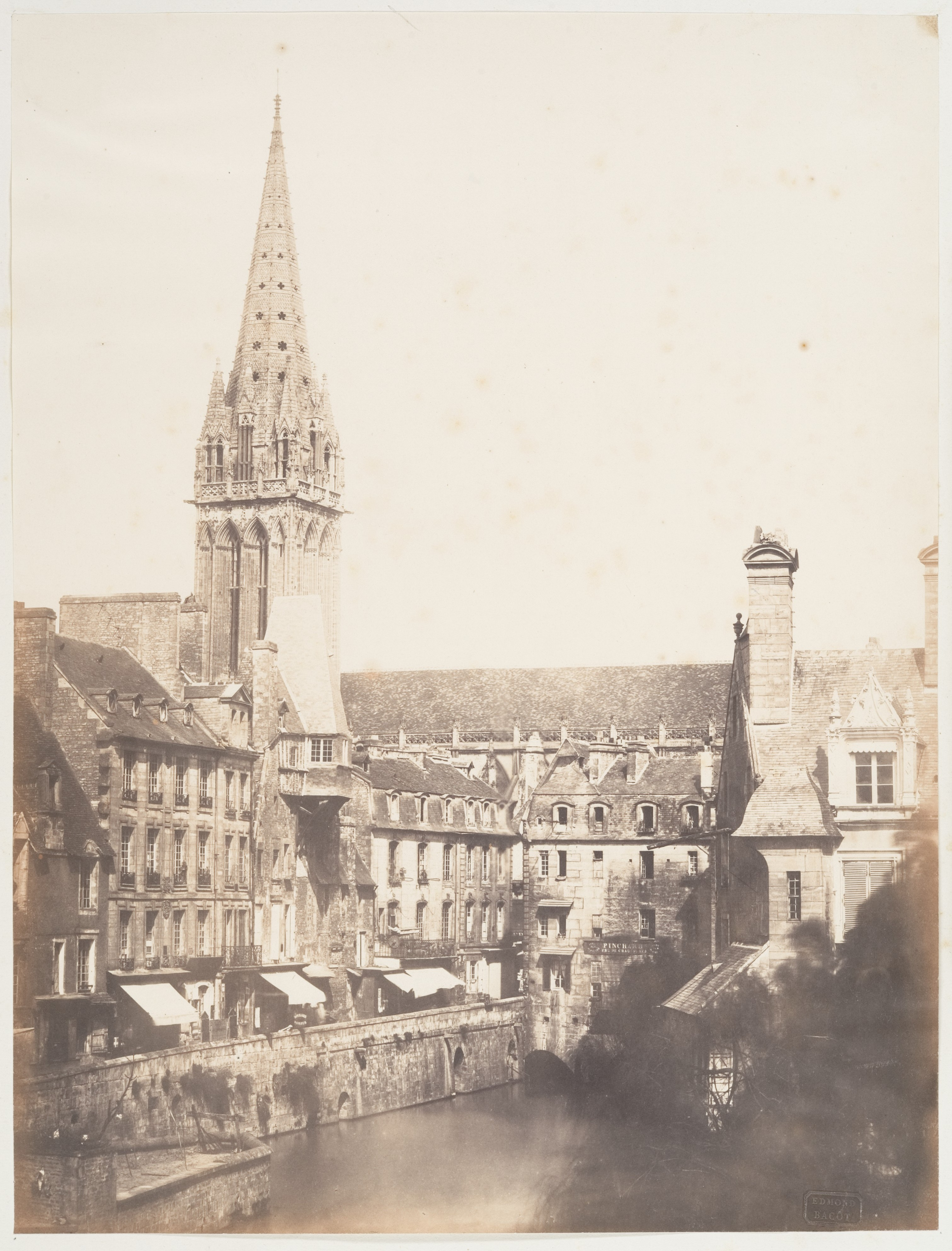
Rue des Petits-Murs à Caen avant la couverture de la rivière en 1860 (actuel boulevard Maréchal-Leclerc).